# Tomáš Studeník
Tomáš Studeník (* 15. listopadu 1976) je konzultant, motivační kouč a organizátor české verze FuckUp Nights Prague, kde jsou prezentovány nezdary v podnikání. Je zakladatelem a ředitelem konzultační společnosti Insane Business Ideas. Organizuje inovační maratony CEE Hacks. V roce 2017 založil s psychologem a dalším motivačním koučem Patrikem Procházkou církev smíchu Ecclesia Risorum.

## Život a kariéra
Tomáš Studeník maturoval na Uppingham School ve Velké Británii. Titul MBA získal na University of Liverpool. Postgraduální studium inovací završil titulem MSc na HEC v Paříži. Živil se jako redaktor Playboye, reklamní stratég, konzultant v oblasti ekologické dopravy a ředitel marketingu České televize. Od roku 2013 pracuje jako kreativní ředitel digitální agentury Confidence Digital.
Kromě pořádání FuckUp Nights v Praze a v dalších velkých městech České republiky organizuje inovační maratony CEE Hacks, kde se hackeři a studenti z celého světa snaží nalézat řešení problémů v energetice, zdravotnictví, dopravě nebo sociální oblasti. V minulosti založil několik start-upů, včetně projektu digitálních náhrobků Život po životě. Časopisem Computer World byl uveden mezi IT osobnostmi roku 2020.

## THEaiTRE
Tomáš Studeník je duchovním otcem projektu THEaiTRE na pomezí vědy a umění, kde umělá inteligence píše divadelní hru. Celosvětová premiéra byla plánována na 26. února 2021 a měla být streamována ze Švandova divadla v Praze, tedy téměř přesně po sto letech od uvedení hry Karla Čapka R.U.R. 25. ledna 1921.

## FuckUp Nights
FuckUp Nights představují celosvětové hnutí, které vzniklo v roce 2013 v Mexiku. Pravidelně se konají po celém světě, ve více než 200 městech. První ročník FuckUp Nights Prague, jejichž zakladatelem je Studeník, proběhl v prosinci 2014. Na setkání jsou prezentovány neúspěchy podnikatelů a dalších osobností. Záměrem je zbavit mladé lidi strachu z podnikání. Hosté v krátkých přednáškách hovoří o svých největších neúspěších a rozebírají, jaké poučení si odnesli a co by udělali jinak. Vystoupili na nich například Marek Hilšer, Eva Samková, Emma Smetana, Tomáš Klus, Jan Mühlfeit, Roman Vaněk, Aňa Geislerová nebo Tomáš Sedláček a dalších více než 220 osobností.

## Výuka na VŠ
Od zimního semestru 2021/2022 Studeník vyučuje spolu s děkanem Fakulty informatiky a managementu Univerzity Hradec Králové prof. Josefem Hynkem kurz Věda o selhání – Science of Failure.

## Dílo
Studeník vydal spolu s Ivanem Brezinou v roce 2018 knihu Velká kniha fuckupů. Sebrané průšvihy osobností českého byznysu, kultury a života vůbec. Publikace přináší šedesát příběhů osobností – podnikatelů, umělců nebo vědců – a vychází z přednášek FuckUp Nights. Představuje například příběh miliardáře Karla Janečka, vědkyně Kateřiny Falk, herečky Aňy Geislerové nebo podnikatele Zbyňka Frolíka.
V roce 2023 vydal v nakladatelství Management Press spolu s Josefem Hynkem knihu Umění neúspěchu.